# Соловьёв, Владимир Васильевич
Владимир Васильевич Соловьёв (10 марта 1937, Арысь, Южно-Казахстанская область — 8 августа 2008) — советский футболист, игрок куйбышевских «Крыльев Советов», футбольный тренер. Мастер спорта (1961).

## Биография
Из Казахстана семья Соловьёва переехала в Куйбышев.
Соловьев начал заниматься у тренера Александра Чистова в команде «Локомотив». Затем получил приглашение в «Крылья Советов». Первый матч провел 4 октября 1956 года дома против бакинского «Нефтяника».
- 1956—1957 — «Крылья Советов»
- 1958—1960 — калининградская «Балтика»
- 1961—1963 — «Крылья Советов»

В 1963 переквалифицировался из нападающего в полузащитника
- 1964—1966 — калининградская «Балтика»

### Карьера тренера
- 1967—1968 — тренер калининградской «Балтики»
- 1969—1974 — главный тренер калининградской «Балтики»
- 1975—1980 — помощник тренера Виктора Кирша в «Крыльях Советов»
- 1981—1989 — тренер тольяттинского «Торпедо»
- был тренером «Башсельмаша» и главным тренером саранской «Светотехники».